# دورسيتا تايلور
دورسيتا تايلور (بالإنجليزية: Dorceta Taylor)‏، عالمة اجتماع بيئي معروفة بعملها في مجالي العدالة البيئية والعنصرية في الحركة البيئية. تشغل تايلور منصب مسؤول قسم التنوع والعدالة والشمولية في كلية البيئة والتنمية في جامعة ميشيغان، وتعمل فيها كأستاذة منحة جيمس إي كروفت للعدالة البيئية. شملت أبحاث تايلور التاريخ البيئي، والعدالة البيئية، والسياسة البيئية، والترفيه والاستجمام، والجنس والتنمية، والشؤون الحضرية، والعلاقات بين الأعراق، والعمل الجماعي، والتحركات الاجتماعية، والوظائف الخضراء، والتنوع في المجال البيئي، وانعدام الأمن الغذائي، والزراعة في المناطق الحضرية.
بصفتها عالمة في العدالة البيئية، حصلت دورسيتا تايلور على العديد من الجوائز. اعتُبر كتابها البيئة والناس في المدن الأمريكية بين عامي 1600 و 1900 بمثابة أوّل عملية تأريخ للظلم البيئي في أمريكا، فيما يعتبر كتابها المجتمعات السامة حامل لواء منح العدالة البيئية. ويعدّ كتابها صعود حركة الحفاظ على البيئة الأمريكية بمثابة «تأريخ اجتماعي شامل» يتحدى سرد التاريخ البيئي، ويُلهم القراء على «إعادة النظر في كل شيء تقريبًا».

## أولى سنوات حياتها وتعليمها
وُلدت دورسيتا تايلور ونشأت في الريف الجامايكي، وحصلت على شهادة البكالوريوس بدرجة شرف في الآداب، بعد أن تخصصت بعلمي الجغرافيا والأحياء في جامعة نورث إيسترن إلينوي في شيكاغو عام 1983. حصلت تايلور على درجة الماجستير في العلوم الحرجية من جامعة ييل عام 1985. وحصلت بعدها على درجة الماجستير في الآداب، ودرجة الماجستير في الفلسفة عام 1987. في عام 1991 حصلت تايلور على درجة الدكتوراه في علم الاجتماع والعلوم الحرجية والدراسات البيئية من جامعة ييل، وأصبحت بذلك أول امرأة أمريكية أفريقية تحصل على درجة الدكتوراه من كلية الدراسات الحرجية والبيئية في جامعة ييل.

## الحياة المهنية
حصلت دورسيتا تايلور، في عام 1991، على زمالة ما بعد الدكتوراه للأقليات من مؤسسة العلوم الوطنية، لدراسة النشاط البيئي للأقليات العرقية في بريطانيا. انتسبت تايلور، خلال فترة إجرائها لأبحاثها في كلية لندن الجامعية، إلى قسم الجغرافيا في الجامعة. في عام 1992، حصلت دورسيتا تايلور على منحة زمالة مؤسسة فورد/ ومؤسسة روكفلر، للفقراء والطبقة الدنيا من المجتمع، في جامعة ميشيغان. كان منصب تايلور مشتركًا بين مدرسة فورد للسياسة العامة وكلية الخدمة الاجتماعية.
في عام 2010، فازت دورسيتا تايلور بجائزة آلان شنيبرغ للمنشورات المتميزة عن كتاب البيئة والناس في المدن الأمريكية بين عامي 1600 و 1900: الاضطراب واللامساواة والتغير الاجتماعي (الصادر عام 2009 عن جامعة ديوك). شغلت تايلور منصب رئيس قسم البيئة والتكنولوجيا في جمعية علم الاجتماع الأمريكية بين عامي 2012 و2013.
في عام 2012، شغلت دورسيتا تايلور منصب المحقق الرئيسي في منحة وزارة الزراعة الأمريكية لمدة خمس سنوات عملت فيها على دراسة التفاوتات العرقية والطبقية في عملية تحصيل الغذاء في ولاية ميشيغان الأمريكية.
في عام 2014، احتفلت مدينة سان فرانسيسكو بدورسيتا تايلور باعتبارها واحدة من 29 خبير بيئة أسود البشرة، حققوا تغييرًا «حقيقيًا ودائمًا».
في عام 2015، أصبحت دورسيتا تايلور أستاذة منحة جيمس إي كروفوت في العدالة البيئية، في جامعة ميشيغان، ومسؤولة قسم التنوع والعدالة والشمولية في كلية البيئة والتنمية في نفس الجامعة.
في عام 2018، احتفلت مجموعة واسعة من أبرز المنظمات البيئية حول العالم بدورسيتا تايلور. حصلت تايلور أيضًا على جائزة راشيل كارسون لدور المرأة في الحفاظ على البيئة من جمعية أودوبون الوطنية، وحصلت على جائزة فرودينبيرغ عن مجمل إنجازات حياتها من جمعية العلوم والدراسات البيئية، وعلى الجائزة الرئاسية لمؤسسة العلوم الوطنية للتميز في العلوم والرياضيات والهندسة والإرشاد، وجائزة جامعة ميشيغان لإنجازات أعضاء الهيئة التدريسية المتميزين. وجائزة الرئاسة من جمعية ديترويت أودوبون.